# بامهشم (عمد)

تعديل مصدري - تعديل

بامهشم هي إحدى قرى  بمديرية عمد التابعة لمحافظة حضرموت، بلغ تعداد سكانها 273 نسمة حسب تعداد اليمن لعام 2004.